# Ajna Késely
Ajna Evelyn Késely (ur. 10 września 2001 w Budapeszcie) – węgierska pływaczka, uczestniczka Letnich Igrzysk Olimpijskich 2016 w Rio de Janeiro i Tokio. 
Mistrzyni Europy w sztafecie z 2016 roku, dziesięciokrotna mistrzyni Europy juniorów w latach 2016–2017, pięciokrotna medalistka olimpijskiego festiwalu młodzieży Europy w 2015 roku. Multimedalistka mistrzostw Węgier na krótkim basenie.
Zaczęła pływać w wieku pięciu lat. W wieku przedszkolnym tańczyła hip-hop.

## Osiągnięcia

### Igrzyska olimpijskie
W 2016 roku po raz pierwszy w karierze wystąpiła na letnich igrzyskach olimpijskich. Była najmłodszą zawodniczką w węgierskiej kadrze w Rio de Janeiro. Na igrzyskach wystartowała w trzech konkurencjach pływackich – na 400 m stylem dowolnym zajęła 21. miejsce w eliminacjach i nie awansowała do finału, na 200 m stylem dowolnym była 25. w eliminacjach i nie awansowała do półfinału, a w sztafecie 4 × 200 m stylem dowolnym, w której wystąpiła wraz z Evelyn Verrasztó, Boglárką Kapás i Katinką Hosszú, była piąta w eliminacjach i szósta w finale. Na igrzyskach w Tokio w żadnej z konkurencji nie udało się jej awansować do finału.

### Mistrzostwa Europy
Na mistrzostwach Europy w 2016 roku w Londynie wystąpiła w rywalizacji sztafet 4 × 200 m stylem dowolnym. Wzięła udział w wyścigu eliminacyjnym, w którym wraz z Evelyn Verrasztó, Boglárką Kapás i Zsuzsanną Jakabos zajęła drugie miejsce. W finale Węgierki zwyciężyły, jednak w wyścigu zamiast Késely popłynęła Katinka Hosszú.

### Mistrzostwa Europy juniorów
Na mistrzostwach Europy juniorów w 2016 roku w Hódmezővásárhely zdobyła cztery złote medale – indywidualnie na dystansach: 200 m, 400 m i 800 m oraz w sztafecie. Dwukrotnie ustanowiła rekordy mistrzostw. W sztafetach drużyn mieszanych zdobyła ponadto srebrny medal.
CR oznacza, że został ustanowiony rekord mistrzostw
| Dystans (w stylu dowolnym) | Medal | Czas       | Uwagi                             |
| -------------------------- | ----- | ---------- | --------------------------------- |
| 200 m                      | Złoty | 1:57,96 CR |                                   |
| 400 m                      | Złoty | 4:08,10 CR |                                   |
| 800 m                      | Złoty | 8:34,37    |                                   |
| 4 x 200 m                  | Złoty | (1:58,20)  | Czas całej reprezentacji: 8:02,67 |

Na mistrzostwach w 2017 w Netanyi zdobyła o dwa złote medale więcej niż rok wcześniej. W pięciu startach ustanowiła rekordy mistrzostw.
| Dystans (w stylu dowolnym) | Medal | Czas        | Uwagi                                    |
| -------------------------- | ----- | ----------- | ---------------------------------------- |
| 200 m                      | Złoty | 1:57,85 CR  |                                          |
| 400 m                      | Złoty | 4:08,25     |                                          |
| 800 m                      | Złoty | 8:31,81 CR  |                                          |
| 1500 m                     | Złoty | 16:11,25 CR |                                          |
| 4 x 200 m                  | Złoty | (1:57,28)   | Czas reprezentacji: 7:58,99 CR           |
| 4 x 100 m                  | Złoty | (55,61)     | Czas reprezentacji mieszanej: 3:28,50 CR |

### Olimpijski festiwal młodzieży Europy
Na olimpijskim festiwalu młodzieży Europy w 2015 roku w Tbilisi zdobyła 5 medali: 3 złote stylem dowolnym na 200, 400 i 800 metrów, 1 złoty stylem motylkowym na 200 metrów oraz srebrny stylem dowolnym na dystansie 100 metrów.

### Mistrzostwa Węgier na krótkim basenie (50 m)
W tabeli przedstawiono wyniki zawodniczki w mistrzostwach Węgier na krótkim basenie.
| dystans i styl     | 2014 | 2015 | 2016 |
| ------------------ | ---- | ---- | ---- |
| 100 m dowolnym     |      | 3.   | 3.   |
| 200 m dowolnym     | 3.   | 2.   | 3.   |
| 400 m dowolnym     |      |      | 3.   |
| 800 m dowolnym     |      |      | 4.   |
| 4 × 100 m dowolnym | 3.   |      |      |
| 4 × 200 m dowolnym | 2.   | 2.   | 2.   |
| 4 × 100 m zmiennym | 2.   |      | 6.   |
| 4 × 100 dowolnym   | 1.   |      | 2.   |
| 4 × 100 m zmiennym | 1.   | 1.   |      |